# Kristin Platt
Kristin Platt (* 1965) ist eine deutsche Sozialwissenschaftlerin, Sozialpsychologin und Kulturwissenschaftlerin, die interdisziplinär in den Bereichen kollektive Gewalt, Genozide, Diaspora und Trauma forscht. Sie ist Leiterin des Instituts für Diaspora- und Genozidforschung an der Ruhr-Universität Bochum.

## Leben
Kristin Platt wurde 2011 an der Ruhr-Universität Bochum promoviert, ihre Dissertation behandelt bezweifelte Erinnerung und verweigerte Glaubhaftigkeit bei Überlebenden des Holocaust in den Ghettorenten-Verfahren. Mit der Schrift „Die Namen der Katastrophe: Holocaust und Shoah als sprachliche und soziale Zeichen“ schloss sie 2019 an der Humboldt-Universität zu Berlin (HU) ihre Habilitation im Fach Kulturwissenschaft ab. Seit 2020 leitet sie das Institut für Diaspora- und Genozidforschung der Ruhr-Universität Bochum, an dem sie zuvor bereits seit 1994 zusammen mit dem Gründungsdirektor Mihran Dabag gearbeitet hat. Platt ist Jüdin, Dabag Armenier, weshalb letzterer das Institut als ein „jüdisch-armenische[s] Gemeinschaftsprojekt“ bezeichnet hat. Daneben lehrt sie als Privatdozentin am Institut für Kulturwissenschaft der HU Berlin.
Ihre Forschungsschwerpunkte sind unter anderem Strukturen politischer Gewalt, Genozid- und Traumaforschung, in ihren Schriften beschäftigt sie sich etwa mit Traumanachfolgen, der Würdigung von Aussagen Genozidüberlebender vor Gericht, Konsensbildung in politischen Kollektiven oder zur jüdischen Identität in der Diaspora. Gemeinsam mit Mihran Dabag gibt Platt seit 1999 die halbjährlich erscheinende Zeitschrift für Genozidforschung und seit 2000 die Schriftenreihe Genozid und Gedächtnis heraus.
Am 12. Januar 2024 erklärte Platt in einem Interview in Deutschlandfunk Kultur, dass die Völkerrechtskonvention zur Bestrafung autoritärer und totalitärer Staaten diene. Der Genozidvorwurf gegen Israel sei abstrus; der Begriff Genozid zur Beschreibung des militärischen Vorgehens Israels im Gaza-Streifen passe "wirklich gar nicht". Der Genozidvorwurf sei in ihren Augen rein politisch motiviert.

## Schriften und Herausgeberschaften
- Generation und Gedächtnis. Erinnerungen und kollektive Identitäten. Leske und Budrich, Opladen 1995. ISBN 3-8100-1233-5
- Armenien. 5000 Jahre Kunst und Kultur. Museum Bochum und der Stiftung für Armenische Studien, Bochum 1995. ISBN 3-8030-3066-8
- Genozid und Moderne. Band 1: Strukturen kollektiver Gewalt im 20. Jahrhundert. Leske+Budrich, Opladen 1998. ISBN 3-8100-1822-8
- Reden von Gewalt. Fink, München 2002. ISBN 3-7705-3674-6
- Bezweifelte Erinnerung, verweigerte Glaubhaftigkeit. Überlebende des Holocaust in den Ghettorenten-Verfahren. Fink, München 2012. ISBN 978-3-7705-5373-0
- Alltag im Ghetto. Strukturen, Ordnungen, Lebenswelt(en) im Blick neuer Forschung (hrsg. gemeinsam mit Stefan Lehnstaedt), Verlag Ferdinand Schöningh/Wilhelm Fink, Paderborn/München 2014 (=Themenheft der Zeitschrift für Genozidforschung 13, 1/2, 2012)
- Verlust und Vermächtnis. Überlebende des Genozids an den Armeniern erinnern sich (hrsg. gemeinsam mit Mihran Dabag), Verlag Ferdinand Schöningh, Paderborn, 2. durchgesehene Aufl. 2016, ISBN 978-3-506-78483-4
- Die Namen der Katastrophe. Holocaust und Shoah als sprachliche und soziale Zeichen. Velbrück Wissenschaft, Weilerswist 2024. ISBN 978-3-95832-216-5